# Rio Molócue
O rio Molócue é um rio moçambicano, com cerca de 285 km de extensão inteiramente na província da Zambézia. Nasce a cerca de 1200 metros de altitude nas montanhas do posto administrativo de Nauela e desagua no Oceano Índico a juzante da localidade de Naburi, distrito de Pebane. A sua bacia hidrográfica cobre cerca de 6 500 km².
O rio atravessa, e dá nome, à vila e ao distrito do Alto Molocué, albergando uma população de crocodilos que periga a vida dos habitantes locais que consomem água directamente do curso de água.